# Darleane Hoffman
Darleane C. Hoffman (8 de novembro de 1926) é uma química nuclear estadunidense.
Fez parte do grupo de pesquisadores que confirmaram a existência do seabórgio, o elemento de número atômico 106.

## Prêmios e condecorações
- Medalha Priestley, 2000 (a segunda mulher a receber o prêmio, depois de Mary Lowe Good em 1997)
- Medalha Nacional de Ciências, 1997
- Medalha Garvan–Olin, 1990
- Prêmio de Química Nuclear ACS, 1983 (primeira mulher a receber o prêmio)
- Bolsa Guggenheim, 1978
- Membro da Academia Norueguesa de Ciências e Letras.[1]